# Эшли-Купер, Энтони, 1-й граф Шефтсбери
Энтони Эшли-Купер, 1-й граф Шефтсбери (англ. Anthony Ashley Cooper, 1st Earl of Shaftesbury, 22 июля 1621 — 21 января 1683) — английский политический деятель, член министерской группы «Кабаль».

## Биография
Высшее образование получил в Эксетер колледж в Оксфорде. В 1640 году вступил в нижнюю палату от Тьюксбери и Даунтона (исключен до 1660). С 1642 заместитель лорд-лейтенанта графства Дорсетшир (вновь с 17 декабря 1662). Во время гражданской войны был сначала сторонником Карла I, где дослужился до чина полковника пехоты и капитана гвардейской кавалерии (1643); занимал должность губернатора Уэймута и Портленда (до января 1644), но в 1644 году перешёл на сторону парламента. Во время протектората Кромвеля принадлежал к парламентской оппозиции. Вместе с Монком способствовал реставрации Стюартов.
После воцарения Карла II заседал в суде по делу о казни короля Карла I. 27 марта 1660 избран в Палату общин от графства Уилтшир (до этого избирался от Уилтшира в 1653, 1654-55, 1656-58 и 1659). С 27 мая 1660 также член Тайного совета. В 1661 году возведён в звание пэра и назначен канцлером казначейства, а в 1672 года — лордом-канцлером. С 1669 года был одним из самых влиятельных членов так называемого министерства Кабаль, которое должно было восстановить в Англии абсолютизм. Когда политика короля стала склоняться к союзу с Францией, Шефтсбери ввиду вызванного этим общего негодования переменил фронт и настаивал на удалении герцога Йоркского (будущего короля Якова II) из состава Тайного совета. Это привело в 1673 году к увольнению Шефтсбери, сделавшегося вслед за тем вождём самой ожесточенной парламентской оппозиции.
Энтони Эшли-Купер также руководил разработкой Генерального плана для провинции Каролина.
Отсрочку парламента на 15 месяцев (в 1675 году) он объявил незаконной, за что был заключен в Тауэр. Освобожденный в 1678 году, он воспользовался мнимым заговором папистов, чтобы пробудить ненависть народа к католикам, и восстал против права герцога Йоркского быть преемником Карла II на английском престоле. В 1679 году он недолго был президентом Тайного совета, после чего, добившись возвращения герцога Монмутского в Англию, поддерживал его права и интересы. Привлеченный к суду по обвинению в государственной измене, он был оправдан (1681). Вслед за тем он примкнул к Заговору Ржаного дома. Заговор этот был раскрыт, и Шефтсбери пришлось бежать в Амстердам, где он вскоре и умер.

## Сочинения
Его воспоминания, письма и речи издал Christie, «Memoirs, letters and speeches» (Лондон, 1860), а ещё раньше — Martyn (ib., 1837). Ср. Christie, «Life of the first Earl of Shaftesbury» (Л., 1871—1878); Trail, «Shaftesbury» (ib., 1886).

## Образ в искусстве
- В мини-сериале BBC «Последний король» роль графа Шефтсбери сыграл Мартин Фримен.